# رادووو (استان اوپوله)
رادووو (به لهستانی:  Radłów) یک روستا در لهستان است که در گمینا رادووو (استان اوپوله) واقع شده‌است. رادووو ۶۲۷ نفر جمعیت دارد.